# Секвенце и консеквенце
„Секвенце и консеквенце” је југословенски кратки филм из 1977. године. Режирао га је Бранимир Димитријевић који је написао и сценарио.

## Улоге
| Глумац                   | Улога                  |
| ------------------------ | ---------------------- |
| Миодраг Мики Крстовић    | (као Миодраг Крстовић) |
| Никола Милић             |                        |
| Жижа Стојановић          |                        |
| Велимир Бата Живојиновић |                        |